# П
П («пе») — літера кириличної абетки. 20-та літера в українській та македонській абетках (16-та в болгарській, 17-та в російській та білоруській, 19-та в сербській), використовується також в алфавітах деяких неслов'янських мов: монгольської, казахської, таджицької, абхазької.

## Історія
За формою накреслення — дещо видозмінена кирилична літера  («покій»), створена на основі візантійського уставного Π — варіанту грецької літери Π, π («пі»). У глаголиці мала форму  — можливо, на її форму вплинула гебрейська літера ף («пе»). Числове значення у кириличній буквеній цифірі — «вісімдесят», у глаголичній — «дев'яносто».
Назва церковнослов'янської букви пов'язана зі словом «по́кій» — «спокій», «мир». Ще на початку XX ст. назву літери вживали для позначення предметів, що формою нагадують «П» («столи розставлені покоєм», «розсаджені покоєм кущі»).
У староукраїнській графіці у зв'язку з наявністю різних писемних шкіл і типів письма (устав, півустав, скоропис) вживалася у кількох варіантах, що допомагає визначити час і місце написання пам'яток.
У XVI столітті, крім рукописної, з'явилася друкована форма літери.

## Використання
В українській абетці є двадцятою за порядком.
В сучасній українській мові цією літерою позначають два схожих звуки: глухий губно-губний проривний звук [p] (твердий — пиріг, погоня, або м'який — пісок, піч), а також його алофон — глухий губно-зубний проривний [p̪].
«П» буває велике й мале, має рукописну й друковану форми.
У давньоруській та староукраїнській писемностях мало числове значення «вісімдесят». Нині використовується також при класифікаційних позначеннях і означає «двадцятий». При цифровій нумерації вживається як додаткова диференційна ознака, коли ряд предметів має такий самий номер: Шифр № 7-п і т. д.

## Цікаві факти
- Літера «п» є найуживанішою літерою української абетки. З неї починається найбільша кількість слів[3].
- Червона літера «П» є офіційним логотипом російського міста Перм. Там існують величезні пам'ятники букві[4].

## Таблиця кодів
| Кодування          | Реєстр | Десятковий код | 16-ковий код | Вісімковий код | Двійковий код     |
| ------------------ | ------ | -------------- | ------------ | -------------- | ----------------- |
| Юнікод             | Велика | 1055           | 041F         | 002037         | 00000100 00011111 |
| Юнікод             | Мала   | 1087           | 043F         | 002077         | 00000100 00111111 |
| ISO 8859-5         | Велика | 191            | BF           | 277            | 10111111          |
| ISO 8859-5         | Мала   | 223            | DF           | 337            | 11011111          |
| KOI 8              | Велика | 240            | F0           | 360            | 11110000          |
| KOI 8              | Мала   | 208            | D0           | 320            | 11010000          |
| Windows 1251       | Велика | 207            | CF           | 317            | 11001111          |
| Windows 1251       | Мала   | 239            | EF           | 357            | 11101111          |
| Macintosh Cyrillic | Велика | 143            | 8F           | 217            | 10001111          |
| Macintosh Cyrillic | Мала   | 239            | EF           | 357            | 11101111          |